# Franche-Comté
Franche-Comté (doslova Svobodné hrabství, od Svobodného hrabství burgundského, franc-comtois Fraintche-Comtè, arpitánsky Franche-Comtât, německy Freigrafschaft) je bývalý region Francie. Nacházel se na východě Francie u hranic s Německem a Švýcarskem. Skládal se ze čtyř departmentů (Doubs, Haute-Saône, Jura a Territoire de Belfort) a jeho hlavní město bylo Besançon.

## Historie
Burgundské hrabství vzniklo v důsledku rozdělení někdejšího burgundského království při dělení říše Karla Velikého verdunskou smlouvou roku 843. I přes dočasné spojení personální unií v pozdním středověku zůstávalo východní burgundské hrabství součástí římské říše, zatímco západněji ležící burgundské vévodství patřilo pod svrchovanost Francie. Teprve roku 1678 bylo Franche-Comté získáno francouzským královstvím v důsledku nijmegenského míru a stalo se jednou z jejích provincií. Hlavní město bylo přeneseno z Dole do Besançonu.
Region Franche-Comté se do značné míry kryl se stejnojmennou historickou provincií. Roku 2016 byl sloučen s regionem Burgundsko (přibližně odpovídající burgundskému vévodství) do nového regionu Burgundsko-Franche-Comté.